# Califia
Califia is een geslacht van borstelwormen uit de familie van de Orbiniidae.

## Soorten
- Califia bilamellata Blake, 2017
- Califia calida Hartman, 1957
- Califia chilensis Hartman, 1967
- Califia mexicana Fauchald, 1972
- Califia schmitti (Pettibone, 1957)

### Synoniemen
- Califia candida => Califia calida Hartman, 1957